# Vòng loại Cúp bóng đá châu Phi 2025 (Bảng F)
Bảng F của Vòng loại Cúp bóng đá châu Phi 2025 là một trong mười hai bảng đấu sẽ quyết định đội nào đủ điều kiện tham dự vòng chung kết Cúp bóng đá châu Phi 2025 diễn ra tại Maroc. Bảng F bao gồm 4 đội tuyển: Ghana, Angola, Sudan và Niger.
Các đội tuyển sẽ thi đấu với nhau theo thể thức vòng tròn một lượt (sân nhà – sân khách), các trận đấu diễn ra từ tháng 9 đến tháng 11 năm 2024.

## Bảng xếp hạng
| VT | Đội    | ST | T | H | B | BT | BB | HS | Đ  | Giành quyền tham dự |     |     |     |     |     |
| -- | ------ | -- | - | - | - | -- | -- | -- | -- | ------------------- | --- | --- | --- | --- | --- |
| 1  | Angola | 6  | 4 | 2 | 0 | 7  | 2  | +5 | 14 | Vòng chung kết      |     | —   | 2–1 | 2–0 | 1–1 |
| 2  | Sudan  | 6  | 2 | 2 | 2 | 4  | 6  | −2 | 8  | Vòng chung kết      |     | 0–0 | —   | 1–0 | 2–0 |
| 3  | Niger  | 6  | 2 | 1 | 3 | 7  | 6  | +1 | 7  |                     |     | 0–1 | 4–0 | —   | 1–1 |
| 4  | Ghana  | 6  | 0 | 3 | 3 | 3  | 7  | −4 | 3  |                     | 0–1 | 0–0 | 1–2 | —   |     |

## Các trận đấu
| Sudan    | 1–0      | Niger |
| -------- | -------- | ----- |
| Eisa 51' | Chi tiết |       |

| Ghana | 0–1      | Angola               |
| ----- | -------- | -------------------- |
|       | Chi tiết | Felício Milson 90+3' |

| Niger      | 1–1      | Ghana       |
| ---------- | -------- | ----------- |
| - Sako 81' | Chi tiết | - Seidu 44' |

| Angola                             | 2–1      | Sudan          |
| ---------------------------------- | -------- | -------------- |
| - Mabululu 51' (ph.đ.) - Nteka 81' | Chi tiết | - Karshoum 55' |

| Ghana | 0–0      | Sudan |
| ----- | -------- | ----- |
|       | Chi tiết |       |

| Angola                                      | 2–0      | Niger |
| ------------------------------------------- | -------- | ----- |
| - Mabululu 75' (ph.đ.) - Felicio Milson 85' | Chi tiết |       |

| Sudan                           | 2–0      | Ghana |
| ------------------------------- | -------- | ----- |
| - Al-Tash 62' - Abdelrahman 65' | Chi tiết |       |

| Niger | 0–1      | Angola    |
| ----- | -------- | --------- |
|       | Chi tiết | - Zini 1' |

| Niger                                                   | 4–0      | Sudan |
| ------------------------------------------------------- | -------- | ----- |
| - Sosah 6', 45+3' (ph.đ.) - Oumarou 29' - Badamassi 51' | Chi tiết |       |

| Angola     | 1–1      | Ghana      |
| ---------- | -------- | ---------- |
| - Zini 64' | Chi tiết | - Ayew 18' |

| Ghana         | 1–2      | Niger                        |
| ------------- | -------- | ---------------------------- |
| - Afriyie 67' | Chi tiết | - Badamassi 22' - Sako 90+2' |

| Sudan | 0–0      | Angola |
| ----- | -------- | ------ |
|       | Chi tiết |        |

## Cầu thủ ghi bàn
Đang có 21 bàn thắng ghi được trong 12 trận đấu, trung bình 1.75 bàn thắng mỗi trận đấu.
2 bàn thắng
- Mabululu
- Felício Milson
- Zini
- Ousseini Badamassi
- Oumar Sako
- Daniel Sosah

1 bàn thắng
- Randy Nteka
- Jerry Afriyie
- Jordan Ayew
- Alidu Seidu
- Youssouf Oumarou
- Mohamed Abdelrahman
- Ahmed Al-Tash
- Abo Eisa
- Mustafa Karshoum